# Dematrius
Dematrius es un mes del antiguo calendario griego. Dematrius era el décimo mes del año de este calendario y se consagraba a la diosa Deméter, que le da nombre, ya que era un mes de siega y ella era la diosa de la agricultura. 
Este mes era el equivalente al mes de julio en el calendario gregoriano, el cual es usado actualmente en la mayor parte del mundo. 